# ميخائيل جونز (لاعب كريكت)
ميخائيل جونز (5 يناير 1998 في المملكة المتحدة - ) (بالإنجليزية: Michael Jones)‏ هو لاعب كريكت بريطاني. شارك مع منتخب إسكتلندا الوطني للكريكت.

## وصلات خارجية
- ميخائيل جونز على موقع إي آس بي آن كريك إنفو (الإنجليزية)